# Ituna
Ituna es un pueblo canadiense situado en la provincia de Saskatchewan.

## Superficie
Ituna tiene una superficie de 1,47 km².

## Demografía
En 2021, tenía 726 habitantes, una densidad poblacional de 495,5 hab./km², y 401 viviendas.